# Jean Paul Humbert

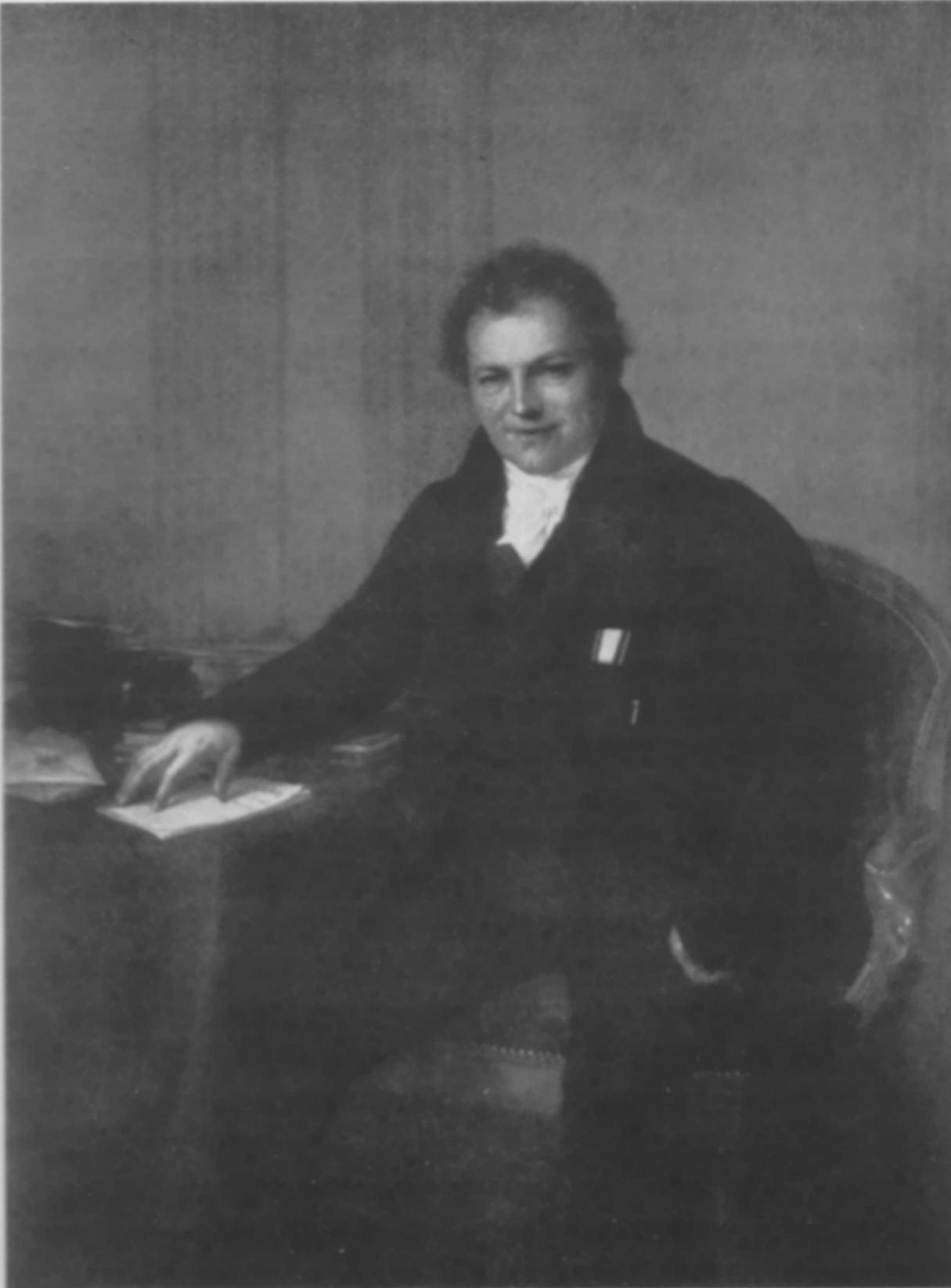
Jean Paul Humbert

Jean Paul Humbert (* 23. April 1766; † 12. April oder 29. April 1831) war ein Berliner Unternehmer und Politiker.

## Leben
Jean Paul Humbert war ein Sohn des Goldschmiedes Humbert, der die Juwelierfirma Humbert und Sohn begründete, die bis 1889 im Haus Schloßfreiheit 2 in Berlin existierte. Sein Großvater hatte dem Obertribunal in Berlin angehört. Jean Paul Humbert widmete sich, einem Zug der Zeit folgend, der Seidenfabrikation, die von Friedrich II. propagiert wurde. Er erreichte schnell nicht nur geschäftliches Ansehen, sondern schlug auch eine Politikerlaufbahn ein. Nachdem er innerhalb der französischen Kolonie bereits mehrere Ehrenämter bekleidet hatte, wurde er 1809 auch Stadtverordneter für den Bezirk Brüderstraße sowie Stellvertreter des Stadtverordnetenvorstehers von Gerlach. Nachdem dieser Oberbürgermeister geworden war, rückte Humbert nach und wurde Stadtverordnetenvorsteher. In dieser Position blieb er zehn Jahre lang. Nach der Schlacht bei Dennewitz reiste er in Jean Baptiste Bernadottes Hauptquartier nach Zerbst, um die Einwohner von der Schanzarbeit zu befreien. Seine Verdienste wurden 1816 gewürdigt, als er das Eiserne Kreuz am weißen Band verliehen bekam, und nach seinem Amtsrücktritt 1819 ließ man ihn von Friedrich Georg Weitsch malen. Das Ölbildnis befand sich zunächst in der Alten Börse, dann im Cöllnischen Rathaus, und schließlich in Waesemanns Monumentalbau, dem Berliner Rathaus. 
1812 verlor Humbert seine erste Frau, mit der er acht Kinder hatte, von denen zu diesem Zeitpunkt noch sechs am Leben waren; 1816 schloss er eine zweite Ehe, aus der weitere vier Kinder hervorgingen.

## Humberts Schinkel-Saal
Vor der zweiten Hochzeit beschloss Humbert, sein 1795 von Georg Jacob Decker erworbenes Haus in der Brüderstraße 29 umzubauen, da er sich einen Saal für gesellschaftliche Zusammenkünfte wünschte. Humbert hatte dieses Haus zusammen mit Johann Franz Labry gekauft und die Beletage bezogen, nachdem Decker im Jahr 1799 verstorben war. 

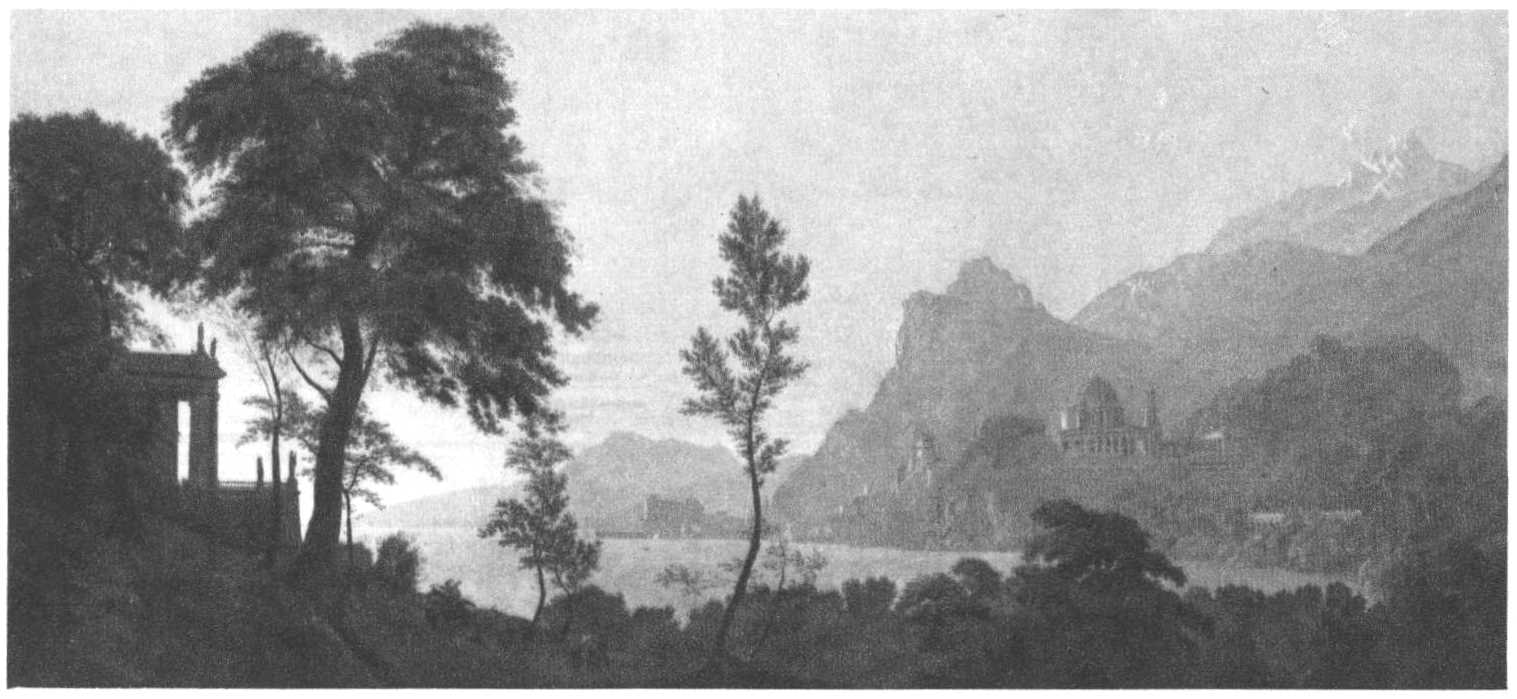
Der Morgen

Er ließ nun die Trennwand zwischen den beiden Zimmern, die längs der Nordseite des Hauses lagen, entfernen, und erhielt damit einen elf Meter langen Raum, der allerdings nur zwei Fensterachsen in der Vorderfront hatte. Dazu kam noch ein Hoffenster, das nur wenig Licht gab. Die malerische Ausgestaltung, insbesondere der langen Nordwand, wurde Karl Friedrich Schinkel übertragen. In den Jahren 1813 und 1814 führte Schinkel mehrere Landschaftsbilder für diesen Saal aus. Überdies übernahm er es auch, Humberts Saal zu möblieren. Seine sechs auf Leinwand aufgezogenen Ölgemälde waren alle etwa 2,60 Meter hoch, aber, je nach Gegebenheiten des Raumes, unterschiedlich breit. Sie trugen die Titel Morgen, Mittag, Nachmittag, Abenddämmerung, Abend und Nacht. Laut dem Schinkel-Biographen Waagen arbeiteten mindestens an manchen dieser Gemälde auch Gehilfen mit; so dürfte am Morgen Karl Gropius und vielleicht auch Karl Ferdinand Zimmermann beteiligt gewesen sein. 
Nach Jean Paul Humberts Tod zog dessen ältester Sohn Eduard mit seiner Gattin Julie, einer Schwester des Sängers und Komponisten Theodor Curschmann, in die bislang vom Vater bewohnte Etage. Er übernahm den Saal samt Gemälden. Diese wurden später, nach Auskunft des Kunsthistorikers Johannes Sievers, vom königlichen Hof-Zimmermaler Georg Sievers restauriert (Sievers: Aus meinem Leben, S. 5).
1854 löste er die alte Firma auf. Die Bestände übernahm sein Neffe Louis Gärtner, der seit 1816 anstelle Labrys Sozius gewesen war. 1868 wurde das Haus, das Jean Paul Humbert ausschmücken lassen hatte, an Ernst Benjamin Koch verkauft, zwanzig Jahre später wurde es von Rudolph Hertzog übernommen. Die Schinkelgemälde befanden sich zu diesem Zeitpunkt nicht mehr in Jean Paul Humberts altem Saal; sie waren von Julie Humbert dem König Wilhelm I. vermacht worden und in die 1876 eröffnete Nationalgalerie gebracht worden. Direktor Jordan hängte allerdings nur die beiden besten, den Nachmittag und den Abend, in die ständige Schausammlung. Morgen, Mittag und Nacht hingen längere Zeit im Raczynskischen Palais am Königsplatz, das 1884 dem Reichstagsgebäude weichen musste. 1902 wurden alle sechs Gemälde in die Dienstwohnung des Oberpräsidenten in Breslau verbracht. Sie kehrten erst zehn Jahre später wieder nach Berlin zurück.